# Línea 132 (Tucumán)
La Línea 132 es una línea de colectivos interurbana operada por Itilco S.R.L. Esta conecta las localidades de San Miguel de Tucumán y Los Nogales del Gran San Miguel de Tucumán.

## Recorrido

### Ramal Los Nogales por Ruta 9[1][2]
Los Nogales, por Ruta 9, Diag. Lisandro de la Torre, Av. Rep. de Siria, Salta, Jujuy, General Paz, José Ingenieros, Av. Bdo. Terán, Estación Terminal de Ómnibus, Av. Bdo. Terán, Domingo Garcia, Av. Sáenz Peña, Av. Avellaneda, Santiago del Estero, Salta, Av. Rep. de Siria, Diag. Lisandro de la Torre, Ruta 9, Los Nogales.

## Lugares de Interés
- Terminal de ómnibus de San Miguel de Tucumán
- Ciidept